# Luis Acín Boned
Luis Acín Boned (Huesca, 29 de noviembre de 1948) es un político y empresario español natural del municipio de Huesca.
Ha ocupado cargos en diferentes organizaciones empresariales, como el de presidente de la Asociación de Empresarios de Hostelería de Huesca, presidente de la Confederación de Empresarios Oscense, miembro de las juntas directivas de la Confederación Española de la Pequeña y Mediana Empresa y de la Confederación Española de Organizaciones Empresariales, presidente fundador de la Sociedad Oscense de Garantías Recíprocas (OSCAVAL) y presidente nacional de CESGAR.
En el mundo de la política ha ocupado diversos cargos, entre los que destacan el de consejero de Industria, Comercio y Turismo del Gobierno de Aragón, el de consejero de Ordenación del Territorio, y el de alcalde de Huesca.

## Biografía

### Inicios
Luis Acín trabajó desde los 19 años y sin estudios superiores en un restaurante familiar, el cual supuso su primer paso en el mundo de la hostelería.
Se inició en la política como primer teniente de alcalde del Ayuntamiento de Huesca, cargo que desempeñó entre 1979 y 1982. En 1983 ingresó en el Partido Aragonés (PAR), partido por el que fue elegido concejal de Huesca y diputado provincial (1987). Después, renunció a estos cargos para entrar a formar parte del Gobierno de Aragón presidido por el aragonesista Hipólito Gómez de las Roces, como consejero de Industria, Comercio y Turismo (1987-1991).
Entre 1991 y 1993 fue consejero de Ordenación del Territorio —puesto desde el que negoció el Pacto del Agua— en el Gobierno PP-PAR de Emilio Eiroa, continuando como parlamentario regional hasta el final de la legislatura.
Elegido alcalde de Huesca por el PAR en 1995, con los votos de PAR y PP, quedó con un gobierno en minoría —con seis concejales— al romperse el pacto con sus socios del PP a comienzos de 1997. En octubre de ese mismo año formalizó un acuerdo de gobierno con los socialistas, pero el 13 de noviembre renunció al cargo por motivos de salud, regresando así a la actividad profesional, que ha ido alternando con las responsabilidades políticas.

### Partido Popular
Sus relaciones con Santiago Lanzuela, con quien coincidió en la Diputación General de Aragón, lo llevaron a afiliarse al Partido Popular en el año 2000, y a aceptar su propuesta de encabezar la candidatura de este partido por la provincia de Huesca, en las elecciones generales legislativas de España de ese año.
En el Congreso de los Diputados, formó parte de las comisiones de Exteriores, Medio ambiente y Presupuestos. También fue encargado por su partido de defender y explicar el Pacto del Agua y el Plan Hidrológico Nacional. Durante su tiempo como diputado, el Gobierno central asumió algunos compromisos pendientes con la provincia de Huesca, lo que se tradujo en logros como el desbloqueo del embalse de Montearagón, la lanzadera del AVE o la variante ferroviaria de Huesca.
El 19 de julio de 2002, el PP presentó oficialmente la candidatura de Luis Acín al Ayuntamiento de Huesca para las elecciones municipales de 2003, en las que acabó ganando Fernando Elboj Broto. Esta era la cuarta ocasión en que optó a ese puesto: la primera vez lo hizo como independiente, y las otras dos (1987 y 1995), en las listas del Partido Aragonés (PAR).

### Renuncia
El 8 de abril de 2003, Luis Acín renunció a su escaño en el Congreso de los Diputados de España y pidió su baja como militante del Partido Popular en protesta por la posición que el gobierno de José María Aznar había adoptado en torno a la guerra contra Irak.

«No puedo participar en un proyecto político que respalda las tropas aliadas en Irak. [...] La presencia del presidente del Gobierno en la cumbre de las Azores, donde se decidió la luz verde a la guerra, me supuso un rechazo añadido.»
Luis Acín Boned